# Gran Premio Montelupo 1967
Il Gran Premio Montelupo 1967, terza edizione della corsa, si svolse il 25 giugno 1967 su un percorso di 220 km. La vittoria fu appannaggio dell'italiano Wladimiro Panizza, che completò il percorso in 6h28'00", precedendo i connazionali Gianni Motta e Giorgio Favaro.
Sul traguardo di Montelupo Fiorentino 26 ciclisti portarono a termine la competizione. 

## Ordine d'arrivo (Top 10)
| Pos. | Corridore         | Squadra           | Tempo    |
| ---- | ----------------- | ----------------- | -------- |
| 1    | Wladimiro Panizza | Vittadello        | 6h28'00" |
| 2    | Gianni Motta      | Molteni           | s.t.     |
| 3    | Giorgio Favaro    | Filotex           | a 25"    |
| 4    | Italo Zilioli     | Salvarani         | a 32"    |
| 5    | Giuseppe Poli     | Germanvox-Wega    | s.t.     |
| 6    | Lauro Grazioli    | Salamini-Luxor TV | a 12'55" |
| 7    | Franco Bitossi    | Filotex           | a 13'20" |
| 8    | Bruno Mealli      | Salamini-Luxor TV | a 13'45" |
| 9    | Pietro Campagnari | Mainetti          | s.t.     |
| 10   | Bruno Vittiglio   | Germanvox-Wega    | s.t.     |